# Felsőzsolca (stacja kolejowa)
Felsőzsolca (węg: Felsőzsolca vasútállomás) – węzłowa stacja kolejowa w Felsőzsolca przy Állomás utca, na Węgrzech.

## Linie kolejowe
- Linia kolejowa 80 Budapest – Hatvan - Miskolc - Sátoraljaújhely
- Linia kolejowa 90 Miskolc – Hidasnémeti